# تپه دره کند
تپه دره کند مربوط به دوره اشکانیان - دوره ساسانیان - سده‌های میانه دوران‌های تاریخی پس از اسلام است و در شهرستان میانه، بخش کندوان، دهستان گرمه شمالی، ۶ کیلومتری جنوب شرقی ساری قمیش واقع شده و این اثر در تاریخ ۲۷ اسفند ۱۳۸۶ با شمارهٔ ثبت ۲۲۵۶۳ به‌عنوان یکی از آثار ملی ایران به ثبت رسیده است.